# Atiba Hutchinson
Atiba Hutchinson (* 8. února 1983) je bývalý kanadský profesionální fotbalista. Naposledy působil v tureckém týmu Beşiktaş JK. Během působení v Dánsku vyhrál dánskou Superligaen a získal ocenění Hráč roku, čímž se stal prvním severoamerickým hráčem, který toto ocenění získal. Ve stejné sezóně vyhrál Hutchinson první ze šesti kanadských cen pro hráče roku. V letech 2010 až 2013 hrál za PSV Eindhoven v nizozemské Eredivisi.
V roce 2012 byl v rámci oslav stého výročí založení Kanadské fotbalové asociace jmenován do ideální kanadské základní jedenáctky. Hutchinson je zároveň prvním kanadským fotbalistou, který odehrál více než 100 zápasů v národním týmu.

## Klubová kariéra

### Počátky kariéry
Hutchinson se narodil v Bramptonu v Ontariu trinidadským rodičům. Ve čtyřech letech začal hrát fotbal za Brampton Youth SC a později hrál mládežnický fotbal za North Scarborough SC a Woodbridge Strikers SC. Po zkoušce z března 2001 v Schalke 04 v Německu začal Hutchinson v létě 2002 kariéru profesionálního fotbalisty. Krátce hrál za York Region Shooters v kanadské profesionální fotbalové lize, než 26. července podepsal smlouvu s Toronto Lynx v tehdejší A-League. Hrál v posledních čtyřech zápasech týmu.

### Öster
V lednu 2003 podepsal smlouvu s Östers IF, nově postupujícím týmem do švédské Allsvenskan. Hutchinson skóroval za Öster šestkrát během sezóny 2003/04. S klubem z Allsvenskan sestoupil a Hutchinsonovi byl umožněn přestup za odhadovaných 1,32 milionu liber a v lednu 2004 podepsal smlouvu s Helsingborgs IF.

### Helsingborg
V Helsingborgu se na něj kladla velká očekávání, jež však nenaplnil. V sezóně 2005/06 byl přesto pravidelně nejlepším hráčem týmu, když vstřelil šest gólů z převážně defenzivní pozice ve středu pole.

### Kodaň
Hutchinson přestoupil do dánského klubu FC Kodaň, kde v první polovině roku hrál po boku švédského záložníka Tobiase Linderotha ve středu zálohy, později byl využíván ve středu pole a jako útočník. Trenér Ståle Solbakken řekl v rozhovoru pro fotbalové noviny TIPS-bladet, že Hutchinson je na středního záložníka nezvykle talentovaný v ofenzívě, a proto bude častěji nastupovat na pozici křídla. Několikrát byl spojován s kluby Premier League.
Poté, co Hutchinson odešel z Dánska do svého nového týmu v Eredivisie, byl vyhlášen dánským hráčem roku Superligaen za svou poslední sezónu v Kodani. Toto ocenění mu udělil 15. listopadu 2010 Franz Beckenbauer na výroční přehlídce cen Dánského fotbalového svazu. Bylo to poprvé, co Kanaďan získal toto ocenění v dánské lize.
V roce 2014 jej 32 000 fanoušků vybralo do nejoblíbenější 11 hráčů Kodaně.

### PSV
Dne 22. dubna 2010 podepsal Hutchinson tříletou smlouvu s PSV Eindhoven. Atiba debutoval v PSV při domácím vítězství 6:0 nad De Graafschap 14. srpna 2010. O čtyři dny později debutoval v evropské soutěži, a sice při překvapivé porážce 1:0 v prvním zápase s FK Sibir Novosibirsk v Evropské lize. PSV nicméně vyhrál druhý zápas 5-0 a postoupil do další fáze soutěže. Atiba vstřelil svůj první gól za nizozemský klub 23. ledna 2011, jeho gól přišel ve 46. minutě k vítězství 3:0 nad VVV-Venlo. Hutchinson v jarní části sezóny 2010/11 nastupoval jako pravý obránce, nicméně s přestupem Ibrahima Afellaye do Barcelony v polovině jara se Hutchinson mohl přesunout na svou přirozenější pozici středního záložníka. Dne 5. března 2011 vstřelil svůj druhý gól v sezóně při vítězství 3:2 proti Excelsioru. Hutchinson také pomohl dovést PSV do čtvrtfinále Evropské ligy, ale v polovině dubna byl tým vyřazen Benficou, když prohrál celkově 6:3.
Hutchinson byl nucen vynechat začátek sezóny 2011/12 kvůli zranění kolena, které utrpěl v reprezentaci na Zlatém poháru CONCACAF. Poté, co vynechal první dva zápasy sezóny, se Hutchinson vrátil 21. srpna 2011 jako náhradník za Zakarii Labyada ve druhém poločase proti ADO Den Haag, zápas skončil vítězstvím 3:0 pro PSV. O několik týdnů později Hutchinson utrpěl další zranění kolena během kvalifikace na Mistrovství světa ve fotbale 2014 proti Svaté Lucii, což ho donutilo podstoupit třetí operaci kolena během 18 měsíců. Přesto nastoupil do finále KNVB Cupu proti Heracles Almelo, které PSV vyhrálo.
S letní posilou Markem van Bommelem se Hutchinson vrátil do obrany. Dne 26. srpna 2012 vstřelil svůj první gól nové sezóny díky asistenci Driese Mertense ve 38. minutě, zápas skončil vítězstvím 3:1 nad FC Groningenem.

### Beşiktaş
S touhou podepsat smlouvu s klubem Premier League nechal Hutchinson vypršet smlouvu s PSV a v létě 2013 si začal hledat nový tým, ale 31. července bylo oznámeno, že se připojil k Beşiktaşi v Süper Lig, kde podepsal dvouletou smlouvu. Hutchinson vstřelil svůj první gól za klub 23. března 2014 při vítězství 3:0 nad Akhisar Belediyespor. Poté, co vynechal první zápas play-off Ligy mistrů UEFA 2014/15, předvedl Hutchinson vynikající výkon proti Arsenalu, ve kterém Arsène Wenger řekl, že Hutchinson byl nejpůsobivějším hráčem Besiktase. Zápas skončil venkovní porážkou 0:1 pro turecký tým.
V létě 2015 podepsal Hutchinson dvouleté prodloužení smlouvy s Beşiktaşem. V sezóně 2015/16 byl Hutchinson odměněn další velkou poctou v podobě triumfu Beşiktaşe v ligové sezóně, který byl úspěšně zopakován v sezóně 2016/17, opět s Hutchinsonem v klíčové roli defenzivního záložníka.
V srpnu 2018 podepsal Hutchinson s klubem novou roční smlouvu, která obsahovala klauzuli o prodloužení smlouvy na další sezónu, pokud budou splněna určitá výkonnostní kritéria. Během sezóny 2019/20 dosáhl Hutchinson 200 ligových startů za Beşiktaş.
Dne 15. srpna 2020 podepsal Hutchinson s Beşiktaşem další prodloužení, které ho udrželo v klubu až do konce sezóny 2020/21.
Dne 6. července 2021 podepsal Hutchinson s Beşiktaşem další prodloužení smlouvy o 1 rok. V červenci 2022 podepsal další prodloužení o rok. V květnu 2023 Beşiktaş potvrdil, že Hutchinson opustí na konci sezóny klub. Jeho poslední vystoupení za klub bylo 3. června proti Kasımpaşe, kde Hutchinson skóroval penaltou, která završila vítězství 5:2. Před posledním zápasem sezóny Beşiktaşe proti Konyasporu byl klubem oceněn za své 10leté působení před fanoušky ve Vodafone Parku. Po finálovém zápase Ligy národů CONCACAF 2023 ukončil kariéru.

## Reprezentační kariéra
První roky Hutchinsonovy mezinárodní kariéry zahrnovaly vystoupení na Mistrovství světa do 20 let v letech 2001 a 2003. V seniorské reprezentaci Kanady debutoval v lednu 2003 v přátelském utkání proti Spojeným státům americkým. Ve stejném roce se objevil na Zlatém poháru CONCACAF a v následujících dvou desetiletích se objevil v pěti následujících ročnících (2005, 2007, 2009, 2011 a 2019).
Kanada se dostala do semifinále Zlatého poháru CONCACAF 2007. Zápas proti Spojeným státům byl místem jednoho z nejkontroverznějších momentů v Hutchinsonově kariéře. Kanada prohrávala 2:1 v nastaveném čase, ale Hutchinson vstřelil gól v poslední minutě nastaveného času, když zpracoval míč, který se odrazil od hlavy amerického obránce Oguchiho Onyewua. Nicméně, gól nebyl uznán kvůli ofsajdu postřehnutým rozhodčím Benitem Archundiou, v důsledku čehož Spojené státy vyhrály zápas a postoupily do finále. Tehdy i následně mnozí věřili, že Archundiovo rozhodnutí bylo nesprávné.
Dne 17. prosince 2010 byl Hutchinson poprvé v kariéře vyhlášen kanadským hráčem roku. Hutchinson byl v roce 2010 velmi favorizován na toto ocenění za své zápasy s národním týmem, připojil se ke známému evropskému klubu a stal se prvním Kanaďanem, který vyhrál dánskou Superligaen a získal cenu Hráč roku. Hutchinson, který byl vybrán do týmu pro Zlatý pohár CONCACAF 2011, opustil turnaj po prohře 0:2 s Američany na Ford Field po zranění kolena. Zbytek turnaje musel vynechat.
Po většinu Hutchinsonovy kariéry nebyla Kanada schopna postavit skutečně konkurenceschopný mezinárodní tým a účast na Mistrovství světa ve fotbale se jí neustále vyhýbala. V rámci kvalifikačního procesu CONCACAF pro Mistrovství světa ve fotbale 2014 v Brazílii byla Kanada na pokraji dosažení závěrečné fáze kvalifikace CONCACAF poprvé od roku 1998. V posledním zápase třetího kola proti Hondurasu v San Pedro Sula 16. října 2012 stačila Kanadě remíza, aby postoupila do čtvrté a poslední fáze kvalifikace. Místo toho tým prohrál 8:1, což byla jeho nejvyšší porážka za téměř třicet let. Tento zápas byl mnohými považován za nejhorší v historii reprezentace. Hutchinson byl na konci roku 2012 opět jmenován hráčem roku Canada Soccer a potvrdil, že doufá, že bude usilovat o další mistrovství světa.
Hutchinson byl opět vyhlášen kanadským hráčem roku 2015 od CFA, což bylo jeho čtvrté ocenění v řadě a páté za posledních šest let. Titul získal znovu v letech 2016 a 2017. Kanada si však nevedla o nic lépe při pokusu kvalifikovat se na Mistrovství světa ve fotbale 2018, když nepostoupila do pátého kola kvalifikace CONCACAF. Zklamaný a přesvědčený, že jeho nejlepší roky byly promarněny, Hutchinson později řekl: "V mé hlavě jsem skončil. Do Kanady se nevracím, přísahám".
Poté, co se Kanada odmítla zúčastnit přátelských zápasů v letech 2016 a 2017 a poté, co chyběla na Zlatém poháru CONCACAF 2017, byl Hutchinson přilákán k reprezentaci trenérem Johnem Herdmanem, nově příchozím z mnohem úspěšnějšího ženského národního týmu Kanady. Herdman věřil, že Hutchinson předá týmu mladých talentů, jako jsou Alphonso Davies a Jonathan David, cenné zkušenosti. Po svém povolání do týmu v říjnu 2018 naznačil, že chce ukončit kariéru v kanadském národním týmu po Zlatém poháru CONCACAF 2019. Byl jmenován do týmu pro tento turnaj dne 30. května 2019.
Hutchinson však zůstal aktivní a v březnu 2021 nastoupil v kvalifikaci na Mistrovství světa ve fotbale 2022 proti Bermudám a Kajmanským ostrovům. Kanada se poprvé za čtvrt století dostala do závěrečné fáze. Hutchinson řekl: "Tentokrát máme tým, který je plný talentů". Dne 16. listopadu 2021 dovedl Hutchinson jako kapitán Kanadu k vítězství 2:1 nad Mexikem na Commonwealth Stadium v Edmontonu, což také znamenalo jeho 90. vystoupení za svou zemi, čímž překonal Juliana De Guzmána jako historického lídra mužského národního týmu. Dne 27. března 2022 se Kanada oficiálně kvalifikovala na mistrovství světa vítězstvím 4:0 nad Jamajkou na BMO Field v Torontu.
Poté, co utrpěl kostní modřinu, která zhatila začátek jeho klubové sezóny na podzim 2022, existovaly pochybnosti, zda bude Hutchinson připraven zúčastnit se světového šampionátu. Herdman řekl, že to pro něj byla těžká situace. "Protože si myslím, že pro nás všechny znamená strašně moc". Dostatečně se však zotavil a v listopadu 2022 byl jmenován do 26členného kanadského týmu pro Mistrovství světa ve fotbale 2022. TSN uznala Hutchinsonův význam pro národní tým v předchozích dvaceti letech a poznamenala, že "návrat země na mistrovství světa je vrcholným úspěchem v jeho nesrovnatelné kariéře". Dne 27. listopadu odehrál svůj 100. zápas za Kanadu při porážce 4:1 s Chorvatskem a stal se prvním Kanaďanem, kterému se to podařilo. V posledním zápase Kanady na turnaji, která už byla vyřazena, byla pod břevno nasměrována vyrovnávací hlavička od Hutchinsona, ale nedokázala překročit brankovou čáru a Kanada nakonec prohrála s Marokem 1:2 a ze svých zápasů ve skupině nezískala žádný bod.
V červnu 2023 byl Hutchinson jmenován do 23členného týmu, který se bude ucházet o finále Ligy národů CONCACAF 2023. V rozhovoru pro The Athletic naznačil, že tento turnaj bude pravděpodobně jeho posledním s Kanadou. Kanada porazila Panamu v semifinále 2:0 a postoupila do finále. Bylo to první finále Hutchinsonovy mezinárodní kariéry a první pro národní tým po 23 letech. Hutchinson potvrdil svůj odchod z mezinárodního fotbalu 17. června.

## Osobní život
Atiba Hutchinson je ženatý s francouzsko-íránskou ženou jménem Sarah, se kterou se seznámil, když hrál v Dánsku. Společně mají tři syny, Noaha (narozen 2015), Nava (narozen 2016) a Ayo Siyaha (2017), kteří se všichni narodili v Istanbulu. V dubnu 2022 se připojil k vlastnické skupině klubu Simcoe County Rovers FC League1 Ontario.

## Kariérní statistiky

### Klubové
Platí k zápasu hranému 3. června 2023.
| Klub                 | Sezóna            | Liga               | Liga   | Liga | Národní pohár | Národní pohár | Kontinentální | Kontinentální | Ostatní | Ostatní | Celkově | Celkově |
| Klub                 | Sezóna            | Divize             | Zápasy | Góly | Zápasy        | Góly          | Zápasy        | Góly          | Zápasy  | Góly    | Zápasy  | Góly    |
| -------------------- | ----------------- | ------------------ | ------ | ---- | ------------- | ------------- | ------------- | ------------- | ------- | ------- | ------- | ------- |
| York Region Shooters | 2002/03           | CPSL               | 2      | 0    | 0             | 0             | —             | —             | —       | —       | 2       | 0       |
| Toronto Lynx         | 2002/03           | USL First Division | 4      | 0    | 0             | 0             | —             | —             | —       | —       | 4       | 0       |
| Öster                | 2003/04           | Allsvenskan        | 24     | 6    |               |               | —             | —             | —       | —       | 24      | 6       |
| Helsingborg          | 2004/05           | Allsvenskan        | 24     | 0    |               |               | —             | —             | —       | —       | 24      | 0       |
| Helsingborg          | 2005/06           | Allsvenskan        | 25     | 6    |               |               | —             | —             | —       | —       | 25      | 6       |
| Helsingborg          | Celkově           | Celkově            | 49     | 6    |               |               | —             | —             | —       | —       | 49      | 6       |
| FC Kodaň             | 2005/06           | Superligaen        | 13     | 1    | 1             | 0             | —             | —             | —       | —       | 14      | 1       |
| FC Kodaň             | 2006/07           | Superligaen        | 32     | 4    | 0             | 0             | 10            | 1             | —       | —       | 42      | 5       |
| FC Kodaň             | 2007/08           | Superligaen        | 31     | 8    | 0             | 0             | 10            | 1             | —       | —       | 41      | 9       |
| FC Kodaň             | 2008/09           | Superligaen        | 33     | 6    | 3             | 0             | 12            | 2             | —       | —       | 48      | 8       |
| FC Kodaň             | 2009/10           | Superligaen        | 30     | 3    | 2             | 0             | 12            | 0             | —       | —       | 44      | 3       |
| FC Kodaň             | Celkově           | Celkově            | 139    | 22   | 6             | 0             | 44            | 4             | —       | —       | 189     | 26      |
| PSV Eindhoven        | 2010/11           | Eredivisie         | 33     | 2    | 4             | 0             | 13            | 0             | —       | —       | 50      | 2       |
| PSV Eindhoven        | 2011/12           | Eredivisie         | 14     | 0    | 3             | 0             | 4             | 0             | —       | —       | 21      | 0       |
| PSV Eindhoven        | 2012/13           | Eredivisie         | 33     | 2    | 4             | 0             | 6             | 0             | 1       | 0       | 44      | 2       |
| PSV Eindhoven        | Celkově           | Celkově            | 80     | 4    | 11            | 0             | 23            | 0             | 1       | 0       | 115     | 4       |
| Beşiktaş             | 2013/14           | Süper Lig          | 30     | 1    | 1             | 0             | 2             | 0             | —       | —       | 33      | 1       |
| Beşiktaş             | 2014/15           | Süper Lig          | 30     | 2    | 3             | 0             | 10            | 0             | —       | —       | 43      | 2       |
| Beşiktaş             | 2015/16           | Süper Lig          | 34     | 2    | 3             | 0             | 6             | 0             | —       | —       | 43      | 2       |
| Beşiktaş             | 2016/17           | Süper Lig          | 28     | 1    | 1             | 0             | 11            | 1             | 1       | 0       | 41      | 2       |
| Beşiktaş             | 2017/18           | Süper Lig          | 25     | 2    | 1             | 0             | 7             | 0             | 1       | 0       | 34      | 2       |
| Beşiktaş             | 2018/19           | Süper Lig          | 27     | 4    | 0             | 0             | 0             | 0             | —       | —       | 27      | 4       |
| Beşiktaş             | 2019/20           | Süper Lig          | 30     | 6    | 1             | 0             | 1             | 0             | —       | —       | 32      | 6       |
| Beşiktaş             | 2020/21           | Süper Lig          | 36     | 4    | 3             | 0             | 1             | 0             | —       | —       | 40      | 4       |
| Beşiktaş             | 2021/22           | Süper Lig          | 25     | 1    | 3             | 1             | 4             | 0             | 1       | 1       | 33      | 3       |
| Beşiktaş             | 2022/23           | Süper Lig          | 5      | 1    | 3             | 0             | —             | —             | —       | —       | 8       | 1       |
| Beşiktaş             | Celkově           | Celkově            | 269    | 23   | 19            | 1             | 42            | 1             | 3       | 1       | 333     | 26      |
| Celkově v kariéře    | Celkově v kariéře | Celkově v kariéře  | 568    | 62   | 36            | 1             | 109           | 5             | 4       | 1       | 717     | 69      |

### Reprezentační
Platí k zápasu hranému 15. června 2023.
| Národní tým | Rok     | Zápasy | Góly |
| ----------- | ------- | ------ | ---- |
| Kanada      | 2003    | 4      | 0    |
| Kanada      | 2004    | 7      | 1    |
| Kanada      | 2005    | 7      | 1    |
| Kanada      | 2006    | 4      | 0    |
| Kanada      | 2007    | 9      | 1    |
| Kanada      | 2008    | 9      | 0    |
| Kanada      | 2009    | 7      | 0    |
| Kanada      | 2010    | 3      | 1    |
| Kanada      | 2011    | 5      | 0    |
| Kanada      | 2012    | 7      | 0    |
| Kanada      | 2013    | 3      | 0    |
| Kanada      | 2014    | 4      | 1    |
| Kanada      | 2015    | 4      | 1    |
| Kanada      | 2016    | 4      | 0    |
| Kanada      | 2017    | 1      | 0    |
| Kanada      | 2018    | 2      | 1    |
| Kanada      | 2019    | 4      | 0    |
| Kanada      | 2020    | 0      | 0    |
| Kanada      | 2021    | 6      | 1    |
| Kanada      | 2022    | 11     | 1    |
| Kanada      | 2023    | 3      | 0    |
| Celkově     | Celkově | 104    | 9    |

K zápasu hranému 2. února 2022. Kanadské góly jsou vždy zapsány jako první.
| Gól | Datum              | Místo                                                      | Zápas | Soupeř                | Skóre | Výsledek | Soutěž                                           |
| --- | ------------------ | ---------------------------------------------------------- | ----- | --------------------- | ----- | -------- | ------------------------------------------------ |
| 1.  | 9. října 2004      | Estadio Olímpico Metropolitano, San Pedro Sula, Honduras   | 9.    | Honduras              | 1–0   | 1–1      | Kvalifikace na Mistrovství světa ve fotbale 2006 |
| 2.  | 12. července 2005  | Gillette Stadium, Foxborough, USA                          | 16.   | Kuba                  | 2–0   | 2–1      | Zlatý pohár CONCACAF 2005                        |
| 3.  | 25. března 2007    | Bermuda National Stadium, Devonshire Parish, Bermudy       | 23.   | Bermudy               | 1–0   | 3–0      | Přátelský zápas                                  |
| 4.  | 8. října 2010      | Stadion Dynamo imeni Valeria Lobanovskoho, Kyjev, Ukrajina | 50.   | Ukrajina              | 2–0   | 2–2      | Přátelský zápas                                  |
| 5.  | 23. května 2014    | Sonnenseestation, Ritzing, Rakousko                        | 66.   | Bulharsko             | 1–1   | 1–1      | Přátelský zápas                                  |
| 6.  | 4. září 2015       | BMO Field, Toronto, Kanada                                 | 70.   | Belize                | 3–0   | 3–0      | Kvalifikace na Mistrovství světa ve fotbale 2018 |
| 7.  | 18. listopadu 2018 | Warner Park, Basseterre, Svatý Kryštof a Nevis             | 80.   | Svatý Kryštof a Nevis | 1–0   | 1–0      | Kvalifikace na Ligu národů CONCACAF 2019/2020    |
| 8.  | 8. září 2021       | BMO Field, Toronto, Kanada                                 | 88.   | Salvador              | 1–0   | 3–0      | Kvalifikace na Mistrovství světa ve fotbale 2022 |
| 9.  | 2. února 2022      | Estadio Cuscatlán, San Salvador, Salvador                  | 92.   | Salvador              | 1–0   | 2–0      | Kvalifikace na Mistrovství světa ve fotbale 2022 |

## Úspěchy
Kodaň
- Royal League: 2005/06
- Dánská Superligaen: 2005/06, 2006/07, 2008/09, 2009/10
- Dánský pohár: 2008/09

PSV
- KNVB Cup: 2011/12
- Johan Cruyff Shield: 2012

Beşiktaş
- Süper Lig: 2015/16, 2016/17, 2020/21
- Türkiye Kupası: 2020–21
- Turecký Superpohár: 2021

Individuální
- Hráč roku Dánské Superligaen: 2009–10
- Kanadský hráč roku: 2010, 2012, 2014, 2015, 2016, 2017
- Nejlepší jedenáctka CONCACAF: 2016
- Nejlepší jedenáctka v historii FC Kodaň
- Kanadská fotbalová asociace: Nejlepší kanadská jedenáctka